# 博卡德爾馬 (佛羅里達州)
博卡德爾馬（英語：Boca Del Mar）是位於美國佛羅里達州棕櫚灘縣的一個人口普查指定地區。

## 地理
博卡德爾馬的座標為26°20′42″N 80°08′48″W / 26.34500°N 80.14667°W，而該地最高點為海拔高度4米（即13英尺）。

## 人口
根據2010年美國人口普查的數據，博卡德爾馬的面積為10.40平方千米，當中陸地面積為10.40平方千米，而水域面積為0.00平方千米。當地共有人口21832人，而人口密度為每平方千米2,099人。